# 塔尔图斯
塔尔图斯（阿拉伯语：طرطوس）是叙利亚西部地中海港口城市，塔尔图斯省省会，为叙利亚的第二大港口（仅次于拉塔基亚港）。城市历史可以追溯到公元前2000年，腓尼基人在塔尔图斯西部的艾尔瓦德岛上建立殖民地，便称此地为“安塔拉德斯”（Antaradus），意为“面向艾尔瓦德岛的城镇”。拜占庭时期被称为“托尔托萨”（Tortosa）。该地曾为十字军的一个重要的供应港和军事基地。1188年被萨拉丁征服。1971年，苏联与叙利亚政府达成协议，在塔尔图斯建立海军基地。1991年底由俄罗斯海军黑海舰队接管。人口115,769人（2004年）。

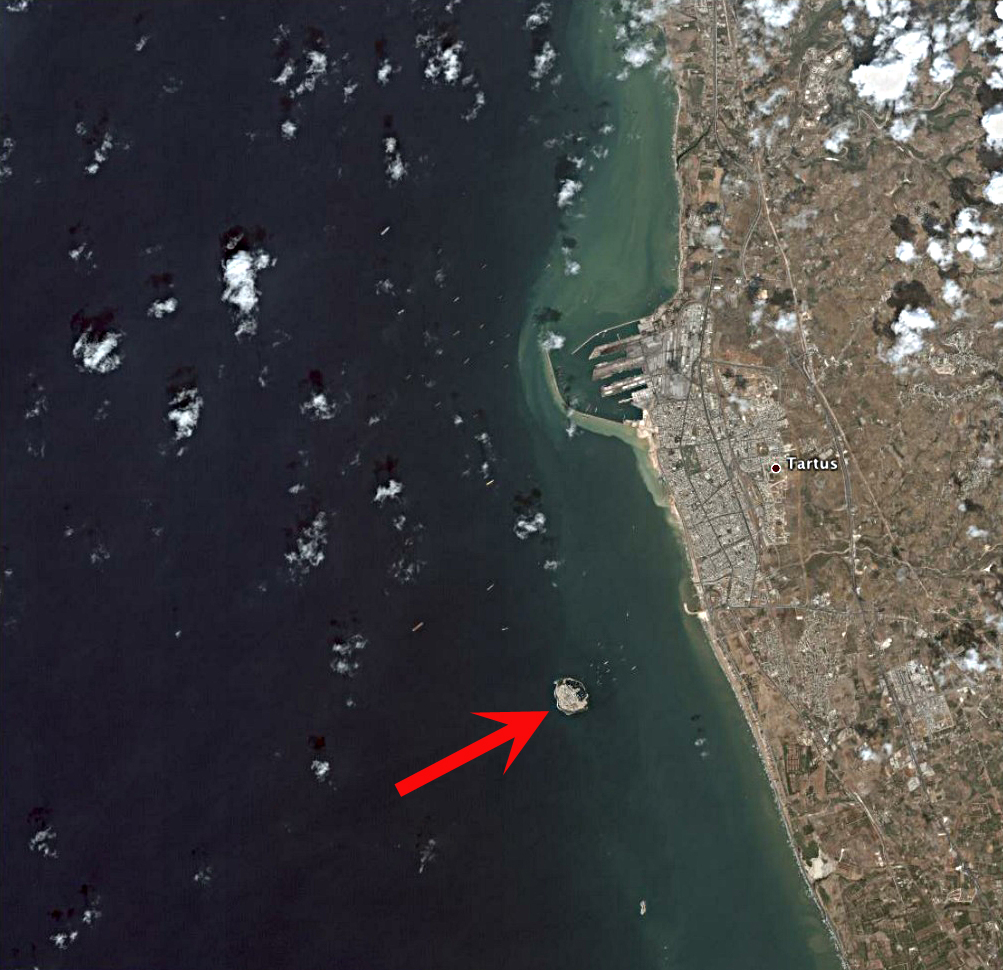
衛星看塔尔图斯與艾尔瓦德岛

2024年12月8日，隨著阿薩德政權的終結，塔爾圖斯被敘利亞過渡政府奪走。